# ملعب حديقة ديك للسلع الرياضية
ملعب حديقة ديك للسلع الرياضية هو ملعب كرة قدم يقع في مقاطعة آدامز الأمريكية . يسع الملعب لجلوس 18,086 متفرج . يعتبر الملعب الرسمي الذي يخوض فيه نادي كولورادو رابيدز مبارياته . تم افتتاح الملعب في 7 أبريل 2007 .